# Kálmán Sóvári
Dans le nom hongrois Sóvári Kálmán, le nom de famille précède le prénom, mais cet article utilise l’ordre habituel en français Kálmán Sóvári, où le prénom précède le nom.
Kálmán Sóvári (né le 21 décembre 1940 à Budapest en Hongrie et mort le 16 décembre 2020) est un footballeur international hongrois, qui évoluait au poste de défenseur.

## Biographie

### Carrière en sélection
Avec l'équipe de Hongrie, il joue 17 matchs (pour aucun but inscrit) entre 1960 et 1966. 
Il joue son premier match le 13 novembre 1960 contre la Pologne et son dernier le 13 juillet 1966 face au Portugal lors du mondial.
Il figure dans le groupe des sélectionnés lors des Coupes du monde de 1962 et de 1966. Il ne joue aucun match lors du mondial 1962 et dispute une rencontre lors du mondial 1966.

## Palmarès
Újpest
- Championnat de Hongrie (1) :
  - Champion : 1959-1960.
  - Vice-champion : 1960-1961, 1961-1962, 1967 et 1968.

- Coupe Mitropa :
  - Finaliste : 1966-1967.